# 3037 Алку
3037 Алку (1944 BA, 1979 BH, 3037 Alku) — астероїд головного поясу, відкритий 17 січня 1944 року.
Тіссеранів параметр щодо Юпітера — 3,277.